# 톰 마디로시언
톰 마디로지언(Tom Mardirosian, 1947년 12월 14일 ~ )은 미국의 배우이다.

## 출연 작품

### 영화
- 뉴욕스토리 (1989)

### 텔레비전
- 오즈 (1998-2003)
- 더 와이어 (2003)
- The Bedford Diaries (2006)